# Cotton Genesis

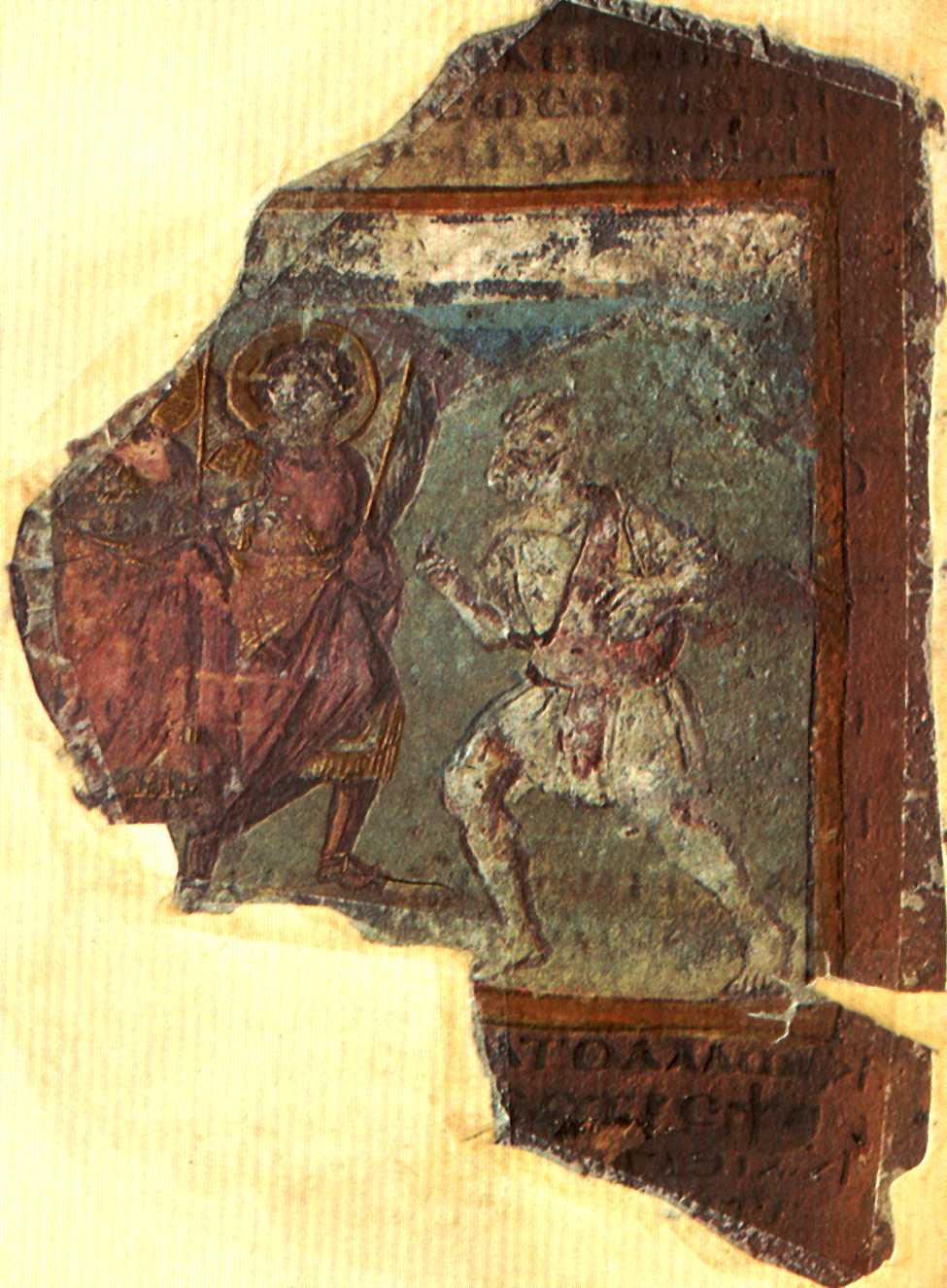
O fólio 26v do Cotton Genesis tinha uma miniatura de Abraão encontrando anjos.

O Cotton Genesis (Londres, British Library, MS Cotton Otho B VI) é uma cópia manuscrita iluminada grega do século IV ou V do Livro do Gênesis. Era um manuscrito de luxo com muitas miniaturas. É um dos mais antigos códices bíblicos ilustrados para sobreviver até o período moderno. A maior parte do manuscrito foi destruída no incêndio da biblioteca de Cotton em 1731, deixando apenas dezoito pedaços de pergaminho carbonizados e encolhidos. A partir dos remanescentes, o manuscrito parece ter mais de 440 páginas, com aproximadamente 340-360 ilustrações que foram enquadradas e inseridas na coluna de texto. Muitas miniaturas também foram copiadas no século XVII e agora estão na Bibliothèque nationale de France em Paris (Sra. Fr. 9530).

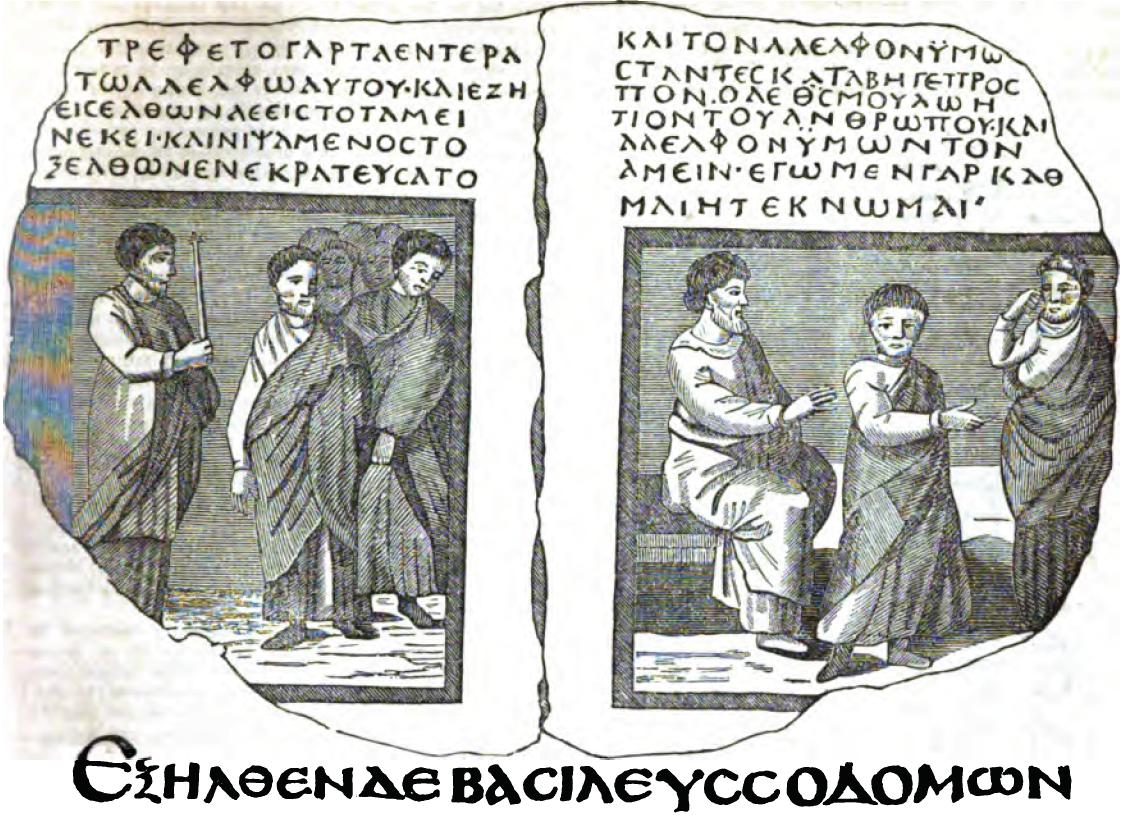
José com seus irmãos em sua própria casa, no retorno deles ao Egito; ilustração para Gênesis 43: 30-31; da edição de fac-símile Horne (1852)

## Descrição
O manuscrito contém o texto do livro de Gênesis em 35 folhas de pergaminho (tamanho aproximadamente 27 x 22 cm), com numerosas lacunas. O códice original continha 165 folhas, no tamanho de quarto. Está escrito em letras unciais, em uma coluna por página, em 27 a 30 letras por linha. Os nomina sacra geralmente são escritos de forma abreviada: ΚΣ, ΚΝ, ΘΣ, ΘΝ, para κυριος, κυριον, θεος, θεον. Ele contém algumas ilustrações (por exemplo, José com seus irmãos em sua própria casa, no retorno ao Egito).
As miniaturas foram executadas em estilo antigo tardio, mantendo qualidades ilusionistas clássicas. Herbert L. Kessler e Kurt Weitzmann argumentam que o manuscrito foi produzido em Alexandria, pois exibe semelhanças estilísticas com outras obras alexandrinas, como o Papiro de Cocheiro.

## História do códice
Segundo Tischendorf, foi escrito no século V. O Cotton Genesis parece ter sido usado na década de 1220 como base para o design de 110 painéis de mosaico no átrio da Basílica de São Marcos em Veneza, presumivelmente depois de ter sido trazido para Veneza após o saque de Constantinopla pela Quarta Cruzada em 1204.
Foi trazida de Filipos por dois bispos gregos, que a apresentaram ao rei Henrique VIII, a quem eles informaram que a tradição informava que era a cópia idêntica que pertencia a Orígenes. O manuscrito foi adquirido por Sir Robert Cotton no século XVII. Sua coleção passou para o Museu Britânico.
Em 1731, enquanto o códice estava na Ashburnham House com o restante da coleção, foi reduzido pelo fogo a um monte de folhas carbonizadas e murchas. Depois, o restante do códice foi dividido em duas partes. Uma parte (29 fólios) foi transferida para o Museu Britânico, outra para a Biblioteca Bodleiana.
Até meados do século XIX, era considerado o manuscrito mais antigo da Septuaginta. Segundo Thomas Hartwell Horne, não era apenas o manuscrito mais antigo, mas o mais correto que existe. Segundo Swete, o manuscrito antes mesmo de o fogo ser imperfeito.
A maioria dos fragmentos de Londres do códice foi decifrada e publicada por Constantin von Tischendorf em 1857; o restante do códice com os fragmentos de Bristol foi decifrado por FW Gotch em 1881.